# Mausbach (Vichtbach)
Der Mausbach ist ein Bach, der südlich des Stolberger Stadtteils Mausbach in der Städteregion Aachen im Naturschutzgebiet Horstbend-Mausbachquelle entspringt. Er fließt entlang der „Kurt-Schumacher-Straße“ Richtung Südwesten, um sich nach wenigen 100 Metern bei Vicht-Breinigerberg in den Vichtbach zu ergießen. Dabei passiert er eine kleine Kläranlage und das Gut Lohmühle. 